# Synadene
Synadene Synadenos lub Synadena Synadenos (gr. Συναδηνή, węg. Szünadéné; ur. 1058, zm. 20 grudnia 1082) – księżniczka bizantyńska, królowa Węgier, żona księcia Gejzy I późniejszego króla Węgier.

## Życiorys
Synadene urodziła się w 1058 r., była księżniczką bizantyńską, córką dowódcy armii bizantyjskiej Theodulosa Synadenosa i nieznanej z imienia Botaneiatissy anatolijskiej arystokratki, siostry cesarza bizantyjskiego Nicefora III Botaniatesa. W 1065 r. poślubiła Gejzę I, który w 1074 r. został koronowany w Białogrodzie na króla Węgier. Małżeństwo to było wynikiem porozumienia między jej wujem Nicefora III, który w tym czasie nie był jeszcze cesarzem, a księciem Gejzą. Po śmierci męża, która nastąpiła 25 kwietnia 1077 r., prawdopodobnie powróciła do ojczyzny, do Konstantynopola.

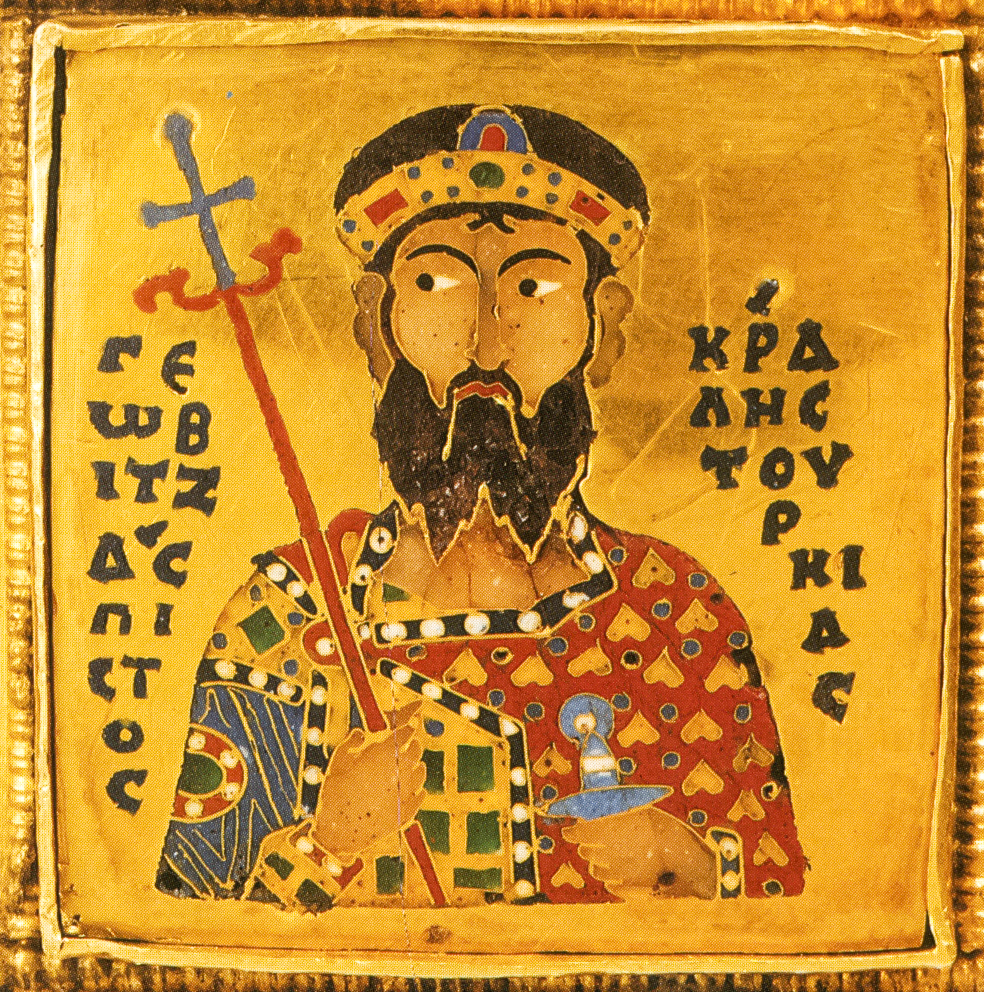
Gejza I

Jan Skylitzes kronikarz bizantyński z XI w. w swoich zapisach nazwanych Kontynuacją Skylitzesa opisał, że: „cesarz dał swojemu synowi synadene, córkę Theodoulos Synadenosa, dla króla Węgier za żonę, po jego śmierci wróciła ona do Bizancjum”. Nie podał on imion kobiety i króla Węgier, dlatego istnieje hipoteza, że po śmierci Gezy I mogła poślubić jego następcę Władysława I ok. 1079 r. i po dopiero po jego śmierci w 1095 r. wróciła do Bizancjum.
Kwestia posiadanych dzieci z Gezą I jest niejasna. Prawdopodobnie mieli dwoje albo troje dzieci. W Europäische Stammtafeln, serii dwudziestu dziewięciu ksiąg, które zawierają zestawy tablic genealogicznych najbardziej wpływowych rodów średniowiecznej historii Europy, wymienieni są:
- Álmos (ok. 1068-1129), królewicz węgierski, król Slawonii od 1091 r., ojciec króla Węgier Beli II Ślepego
- córka, poślubiła nieznanego z imienia mężczyznę z rodziny z Miskolc, z którym miała syna Borysa